# Torneträsk (plaats)
Torneträsk is een gehucht binnen de Zweedse gemeente Kiruna. Rondom het station wonen minder dan 10 (2006) mensen. Het is een plaats waar de Ertsspoorlijn en Europese weg 10 komende uit Kiruna het meer Torneträsk ontmoeten. Net zoals andere plaatsaanduidingen aan de lijn/weg beginnen hier wandelroutes, er is een stationnetje (1902) en er zijn parkeergelegenheden. Voor reizen per spoor moet men duidelijk aangeven dat de trein moet stoppen (signaal op het perron) of kennisgeving aan de conducteur. Er is op de plaats een rangeerterrein.

## Foto
Bestuurscentrum: Kiruna (Tätort)
Tätort: Jukkasjärvi · Karesuando · Kuttainen · Övre Soppero · Svappavaara · Vittangi
Småort: Abisko · Idivuoma · Kauppinen · Kurravaara · Lannavaara · Laxforsen · Masugnsbyn · Mertajärvi · Närvä · Paksuniemi · Piksinranta · Saivomuotka
Overig: Alalahti · Alttajärvi · Årosjåkk · Björkliden · Holmajärvi · Jänkänalusta · Kaalasjärvi · Kalixfors · Kattuvuoma · Käyrävuopio · Krokvik · Kuoksu · Lainio · Laukkusluspa · Luongaslompolo · Maunu · Merasjärvi · Nedre Soppero · Nurmasuanto · Paittasjärvi · Parakka · Piilijärvi · Pirttivuopio · Poikkijärvi · Puoltsa · Rautas · Rensjön · Salmi · Silkkimuotka · Stenbacken · Suijajärvi · Torneträsk · Tuolluvaara · Vassijaure · Viikusjärvi · Vittangi · Vivungi